# Psyra conferta
Psyra conferta är en fjärilsart som beskrevs av Inoue 1983. Psyra conferta ingår i släktet Psyra och familjen mätare. Inga underarter finns listade.